# Brent Cockbain
Brent John Cockbain (Innisfail, 15 novembre 1974) è un ex rugbista a 15 australiano, internazionale per il Galles, il cui ruolo era di seconda linea.

## Biografia
Fratello minore di Matt, nazionale australiano, Brent Cockbain iniziò la sua carriera professionistica nel Queensland Reds, nel quale militò insieme a suo fratello nelle stagioni 1998 e 1999; successivamente, mentre Matt continuò l'attività in patria, Brent emigrò in Europa per essere ingaggiato dagli inglesi del London Irish in Premiership.
Nel 2000 passò nella Premiership gallese nelle file del Pontypridd, che dalla stagione 2001-02 entrò in Celtic League; nel 2003 entrò nella neonata franchise dei Celtic Warriors, compagine che durò una sola stagione prima di essere dismessa dalla Welsh Rugby Union.
Avendo maturato tre anni di permanenza in squadre gallesi, Cockbain divenne idoneo a militare nella Nazionale di tale paese, benché a livello giovanile avesse già rappresentato l'Australia; il 27 agosto 2003 esordì quindi per il Galles a Wrexham contro la Romania e, poche settimane più tardi, fu convocato nella selezione che affrontò la Coppa del Mondo di rugby 2003 in Australia; in quello stesso torneo, suo fratello Matt era presente con la maglia degli Wallabies.
Dal 2004, dopo lo scioglimento dei Celtic Warriors, si trasferì nella neo-istituita franchise degli Ospreys, con i quali vinse la Celtic League al primo anno, nel 2004-05, e successivamente nel 2006-07; dopo la conquista del secondo titolo, Cockbain chiese alla società di essere ceduto, in ragione dell'ingaggio di un'altra seconda linea più giovane, ma gli Ospreys non lo lasciarono libero salvo poi, dopo pochi mesi, dichiararlo a disposizione.
In segno di polemica con il club, quando Cockbain ricevette un invito dai Barbarians per disputare un non-test contro il Sudafrica, scese in campo vestendo i calzettoni del suo club precedente, il Pontypridd, e non quello attuale degli Ospreys; a dicembre 2007, dopo avere disputato 3 incontri nella nuova stagione con gli Ospreys ed essere stato escluso dalla lista europea in Heineken Cup, Cockbain firmò un accordo con gli inglesi del Sale Sharks, di nuovo in Premiership dopo l'esperienza di 6 anni prima con i London Irish; ad aprile 2010, in ragione dell'età (35 anni), il club ha deciso di non rinnovare il contratto di Cockbain per la stagione successiva e il giocatore ha deciso di chiudere l'attività agonistica.

## Palmarès
- Celtic League: 2
Ospreys: 2004-05, 2006-07